# Публичные торги
Публичные торги, Торги́ публи́чные — это продажа имущества или заключение договора подряда или договора об оказании услуг посредством вызова желающих принять участие в торгах.

## Описание
Ранее в России (на Руси) Торг или торги́, вызов и сход в урочный день и час купцов или подрядчиков и поставщиков, торгующихся на заявленный предмет, понижая друг перед другом цену. На начало XX столетия Торги публичные, особая форма отчуждения имущества или сдачи казённых подрядов и поставок. 
Торги проводятся в форме аукциона или конкурса. Обязанность проведения публичных торгов в определенных случаях предусмотрена законом.
Выигравшим торги на аукционе признается лицо, предложившее наиболее выгодную (высокую) цену, а по конкурсу — лицо, которое заключением конкурсной комиссии признано предложившим лучшие условия.
Торги могут быть двухэтапными. На первом этапе поставщики (подрядчики) представляют конкурсную заявку, содержащую технические, технологические, качественные характеристики предлагаемой продукции, работ или услуг, данные о своей квалификации и возможные условия продаж без указания цены. На втором этапе, куда допускаются поставщики (подрядчики), заявки которых не были отклонены на первом этапе, в конкурсных заявках указывается вся информация, требуемая конкурсной документацией, включая предлагаемую цену.